# Gustav Trolle
Gustav Eriksson Trolle (Småland, 1488 – Fyn, 1535) è stato un arcivescovo cattolico svedese.
Fu a due riprese Arcivescovo di Uppsala: dal 1513 al 1515 e dal 1520 al 1521.

## Biografia
Condusse gli studi all'estero, a Colonia e a Roma, fu nominato vicario a Linköping. Un anno dopo divenne Arcivescovo di Uppsala. Nel 1515 ebbe dei dissapori col reggente di Svezia Sten Sture il Giovane, che diffondeva notizie su una sua presunta alleanza col re Cristiano II di Danimarca. Ciò portò alla rimozione di Trolle dalla carica, e all'assedio della residenza arcivescovile, la fortezza di Almarestäket presso il lago Mälaren. Nell'inverno del 1517, la fortezza fu demolita per ordine del governo svedese.
La minaccia danese crebbe molto, e Trolle era tra coloro che si pronunciavano a favore del sovrano danese. Nel 1520, Cristiano II entrò in Svezia, e Trolle fu ricompensato con la reintegrazione nel ruolo di primate della Chiesa di Svezia. Incoronò Cristiano re di Svezia il 4 novembre 1520. Questo evento ed altri successivi hanno fatto pensare ad un patto preesistente tra i due atto a favorire la conquista della Svezia da parte di Cristiano.

## Il bagno di sangue di Stoccolma
Gustav Trolle presentò a Cristiano II una lista di suoi avversari, che l'avevano perseguitato ed avevano ordinato la demolizione della fortezza di Almarestäket. Il re riunì un numero ancora oggi imprecisato di persone (alcune fonti sostengono cento, altre sostengono venti persone) e le fece giustiziare nel cosiddetto bagno di sangue di Stoccolma del 10 novembre 1520. I dettagli e il numero di morti sono incerti, in quanto lo stesso Cristiano II desiderava che l'esecuzione avesse la maggiore eco possibile. Inoltre, si pensa che Gustavo I Vasa abbia artificiosamente gonfiato le cifre per supportare la sua guerra contro la Danimarca.
Cristiano tornò in patria alcuni mesi dopo, e Trolle fu tra gli incaricati di governare il regno. Egli era, comunque, impopolare e a settembre dell'anno seguente fu costretto a lasciare la Svezia e a trasferirsi in Danimarca, ove visse per molti anni. Nel 1526 si incontrò con Cristiano nei Paesi Bassi. Cristiano era stato detronizzato in Danimarca, ma era impaziente di riprendere il potere. Rinunciò alla sua fede luterana per guadagnarsi il supporto della Chiesa cattolica. Riunì un esercito e marciò verso la Norvegia nel 1530.
Dopo anni di faide, Trolle fu ferito mortalmente in una battaglia presso Øksnebjerg, sull'isola di Fionia, in Danimarca, nel 1535. Fu sepolto presso la cattedrale di Schleswig.
Fu descritto da Olaus Petri come un uomo rigido e ostinato. Per molto tempo dopo la sua morte, fu considerato come un traditore dal popolo svedese. Questa era ancora l'opinione preminente tra gli storici svedesi del XIX secolo, tra i quali Anders Fryxell.